# 古德里奇 (北达科他州)
古德里奇（英語：Goodrich），是美国北达科他州下属的一座城市。根据2010年美国人口普查，该市有人口98人。